# Eddie hittar guld
 Eddie hittar guld är en bok från 2001 av Viveca Lärn.

## Handling
Eddie är åtta år, och skall börja andra klass, och har fått en ny lärarinna. Han trivs dock bäst vid bäcken i skogen. Samtidigt har hans pappa Lennart blivit nykter alkoholist.

### Fotnoter
1. ↑  ”Eddie hittar guld” (på engelska). Worldcat. 11 mars 2001. https://www.worldcat.org/title/eddie-hittar-guld/oclc/186531922&referer=brief_results. Läst 11 december 2014.
2. ↑  ”Eddie kan bli klassisk”. Svenska dagbladet. 19 november 2001. http://www.svd.se/kultur/litteratur/eddie-kan-bli-klassisk_26447.svd. Läst 11 december 2014.